# Pittosporum ceylanicum
Pittosporum ceylanicum är en tvåhjärtbladig växtart som beskrevs av Robert Wight. Pittosporum ceylanicum ingår i släktet Pittosporum och familjen Pittosporaceae. Inga underarter finns listade.